# Emil von Sydow
Theodor Emil von Sydow (født 15. juli 1812 i Freiberg, død 13. oktober 1873 i Berlin) var en tysk kartograf. Han var søn af Friedrich von Sydow.
Efter at være trådt ind i den preussiske hær blev han 1833 lærer i geografi og krigsvidenskab ved 8. division og blev senere (1843) forflyttet til Berlin, hvor han holdt militærgeografiske forelæsninger ved Krigsakademiet. I 1867 blev han chef for den geografisk-statistiske afdeling af Generalstaben. Blandt hans kartografiske arbejder er især hans vægkort kendte. De udkom i en mængde udgaver under titlen Sydow—Habenicht, methodischer Wandatlas. Endvidere kan fremhæves Methodischer Handatlas für das wissenschaftliche Studium der Erdkunde (Gotha 1870) og Sydow—Wagner, metodischer Schulatlas (udgivet efter hans død af Hermann Wagner, Gotha 1893).